# Most na Adi
Most na Adi jedan je od mostova u glavnom gradu Republike Srbije Beogradu. Proteže se preko rijeke Save, a povezuje gradske općine Novi Beograd i Čukarica.

## Povijest
Godine 1923. arhitekt Đorđe Kovaljevski izradio je prvu urbanističku skicu Beograda koja je sadržavala most preko Save (te ujedno i preko savskog otoka Ade Ciganlije). U vrijeme kada je Beograd poprimao prva obilježja europskih metropola futuristički orijentirani prometni stručnjaci predvidjeli su pojedine dijelove prometnice koja se danas naziva Beogradski unutrašnji magistralni poluprsten (UMP). Spomenuta prometnica (ili pak njezini pojedini segmenti postojala) je i u ranijim planovima sa ponešto izmijenjenim položajem te pod različitim imenima: Magistralni prsten, Transverzala te Istočna tangenta. Ono što je bilo zajedničko svim planovima bio je most preko Ade Ciganlije. 

## Položaj
Most na Adi preko Bloka 69 i Careve ćuprije povezuje općinu Novi Beograd s općinom Čukarica u starom dijelu grada. Jedini pilon mosta izgrađen je na sjevernoj obali Ade Ciganlije. 

## Izgradnja
Agencija službenog naziva Direkcija za građevinsko zemljište i izgradnju Beograda u ožujku 2008. godine sastavila je konzorcij koji su sačinjavale tri tvrkte – iz Slovenije, Austrije i Njemačke.  Predviđeno je da veći dio troškova izgradnje bude financiran kreditom koji je Grad Beograd dobio od Europske banke za obnovu i razvoj, a izgradnju prilaznih prometnica financirala bi Direkcija za građevinsko zemljište i izgradnju Beograda.
Pripremni radovi su počeli krajem ljeta 2008., a sama je izgradnja počela 1. prosinca iste godine. Dvije strane mosta u izgradnji spojene su 9. kolovoza 2011. godine, kada kada je u konstrukciju mosta uklopljen posljednji čelični element. Otovrenje mosta bilo je na proslavi Nove godine, dana 31. prosinca 2011. Organiziran je veličanstven vatromet, a u 01:00 h nakon ponoći most je otvoren ze vozila i pješake, kojima su se pridružili i aktualni predsjednik Republike Srbije Boris Tadić te gradonačelnik Grada Beograda Dragan Đilas. Tijekom 2012. godine nastavljaju se još nedovršeni radovi na nekim prilaznim prometnicama, kao i na izgradnji pruge za laku gradsku željeznicu koja bi također trebala prometovati mostom.

## Naziv
U kolovozu 2011. godine provedena je anketa o nazivu mosta. Od oko 13.000 anketiranih građana, njih oko 3.350 tada je predložilo Most na Adi, a među popularnim prijedlozima za naziv mosta bila je i Harfa, zatim Most patrijarha Pavla, Most Zorana Đinđića, Žirafa, Lepeza, Andrićev most te mnoga druga imena. Međutim, iako su lingvisti pri Komisiji za imenovanje ulica i trgova zaključili da je naziv Most na Adi gramatički nepravilan te da je pravilno: Most preko Ade, Komisija je ipak odabrala prvobitni naziv. Skupština grada ovaj je naziv dana 15. prosinca i službeno usvojila. 

## Dizajn
Projektanti mosta bili su slovenski arhitekti Viktor Markelj i Peter Gabrijelčič, dok je komisija za odabir radova bila predvođena Nikolom Hajdinom, predsjednikom Srpske akademije znanosti i umjetnosti. Također, spomenuto rješenje podržalo je i Društvo arhitekata Beograda, ocjenivši ga kao moderno i bitno za budući izgled grada. Objekt je izgrađen kao viseći most, ali sa samo jednim pilonom. Zanimljivo je napomenuti i to kako je ovo trenutno (2012. godina) najduži viseći most na svijetu koji se oslanja na samo jedan pilon.

## Kritike
Most na Adi dio je plana za izgradnju Beogradskog unutrašnjeg magistralnog poluprstena (UMP). Prema rezultatima dosadašnjih studija o UMP-u, dnevna ušteda utrošenog goriva samo za putnička vozila iznosla bi 11 tona, a put kojeg ova vozila pređu smanjio bi se za 100.000 kilometara na dnevnoj bazi.
S druge strane, projekt nije bio bez protivnika u stručnim krugovima. Grupa devet autora, među kojima i prof. dr. Ksenija Petovar, prof. dr. Mihailo Maletin, prof. dr. Slobodan Vukićević te arhitekt Branislav Jovin, u svom pismu upućenom javnosti iz siječnja 2006., godine ukazali su na fizičku opasnost kao i urbanističku nepodobnost provlačenja magistralnog pravca kroz gradsku jezgru. Ocijenili su da spomenuti planovi građanima Beograda donose „enormno skup i nefunkcionalan most na pogrešnom mjestu“, nazivajući odluke gradskih vlasti „apsolutno neprihvatljivim improvizacijama“. Također, most je u javnosti kritizrian i zbog prijetnje ugroženim vrstama ptica, među kojima posebno vrsta kormorana – Malog vranca (latinski: Phalacrocorax pygmeus), koji zimske noći provodi po vrbinim šumarcima na donjoj obali Ade Ciganlije.

## Mediji
Izgradnja mosta snažno je popraćena u lokalnim i nacionalnim medijima u Republici Srbiji, a također je bila tema u jednoj od epizoda dokmentarne serije naziva Build it bigger koja je bila prikazana na Discovery Channelu.

## Vanjske poveznice
Sestrinski projekti
|  | Zajednički poslužitelj ima još gradiva o temi Most na Adi |